# Calenberg

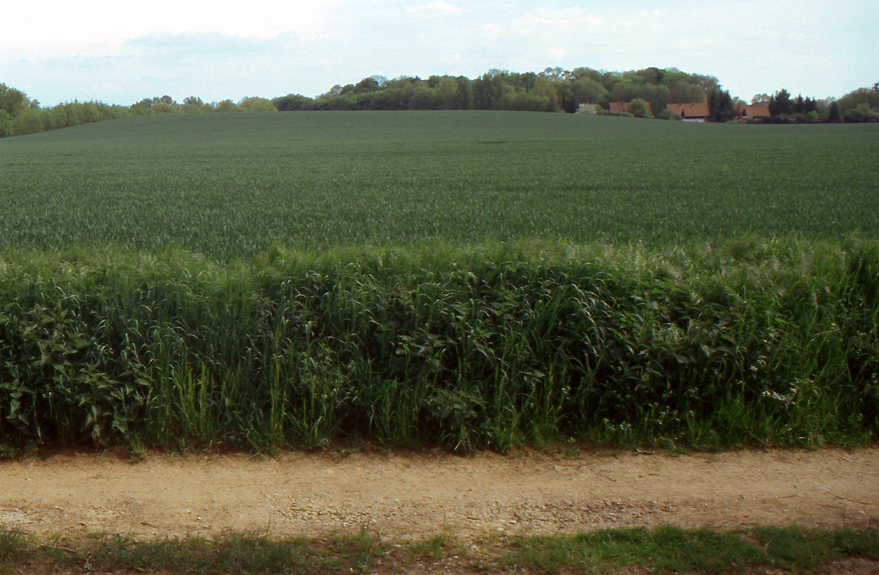
Il Calenberg. Sullo sfondo si trova il villaggio di Alt Calenberg con le case dei lavoratori ed il vecchio castello di Calenberg

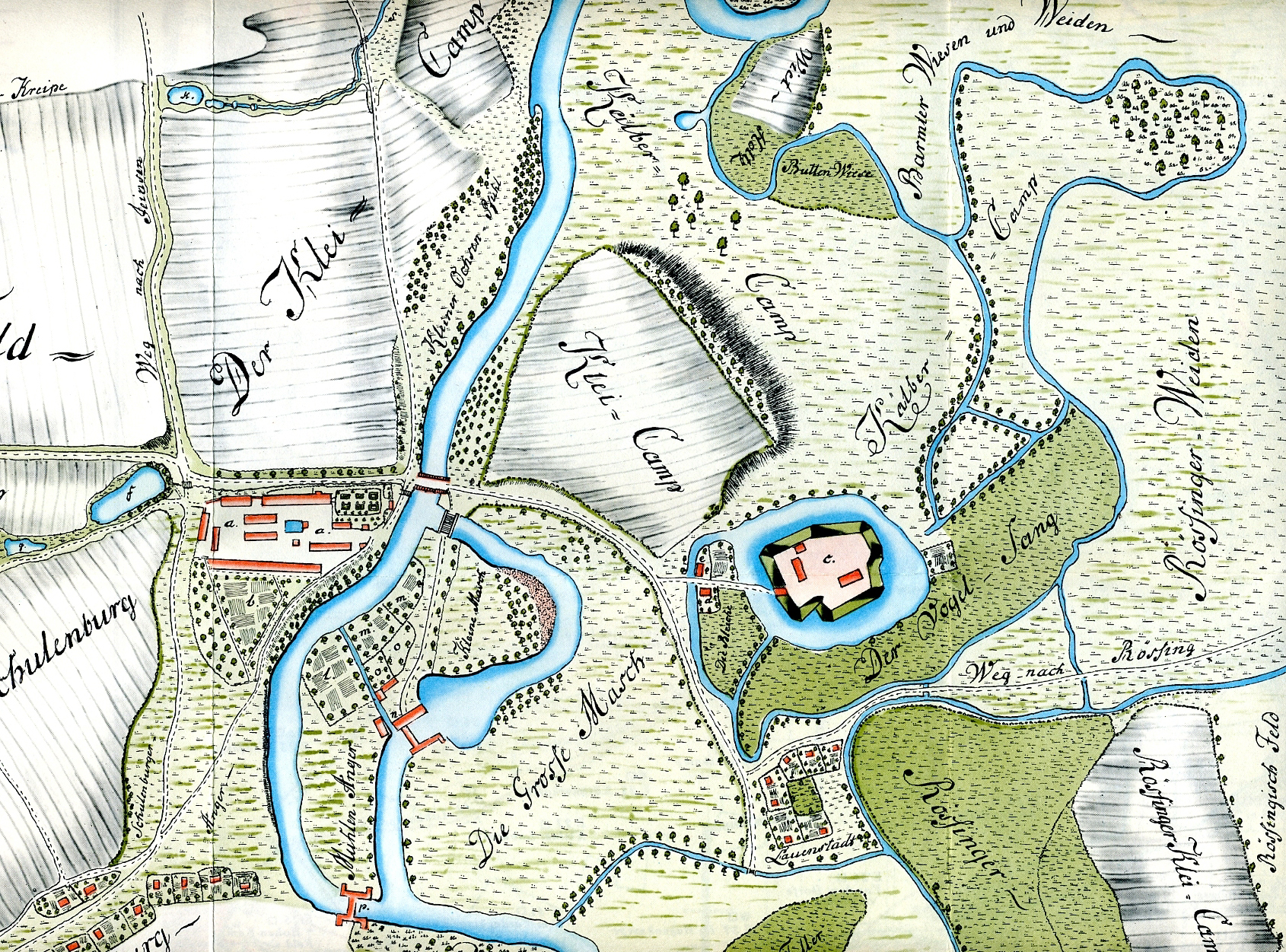
Calenberg nel 1771. La mappa è orientata a nord-ovest. In mappa: a. L'Amt di Hof zu Calenberg; b. Cucina e arboretum; c. Vecchio castello di Calenberg; d. Licent–Bedienten; e. Deputat–Bedienten; f. Mulino di Oehlmühle; g. Piccolo lago; k. Lago di Posen; l. Il giardino superiore; m. Deputat garten; n. Il mulino; o. Giardino; p. Laghetto; q. Ruote sul fiume.

Calenberg ad oggi appare come una collina nella valle del fiume Leine presso Pattensen, nella municipalità di Schulenburg. Essa dista 13 km ad ovest della città di Hildesheim a sud della Bassa Sassonia. Essa è composta essenzialmente da un grande blocco calcareo (Kalkmergelbank) dell'altezza di 70 metri formatasi circa 100 milioni di anni fa, all'inizio dell'alto Cretaceo.
La posizione strategica di questa collina risultò importante tanto che i principi della Casa di Hannover vi fecero costruire prima una fortezza, un castello e poi residenza, dando nome anche al principato omonimo.

## Etimologia
Le sillabe Kal, Kalen-, Calen- nella parola Calenberg sono derivate dalla parola kal che nella lingua tedesca altomedioevale significa "brullo", "senza piante". e come tale prenderebbe origine dalla caratteristica fisica del territorio formato da rocce geologiche di base. La sillaba -berg invece rimanda alla parola che ancora oggi in tedesco significa "montagna", "collina", "altopiano". Come tale l'etimologia indicherebbe "collina brulla".

## Geografia
Calenberg si trova nella valle del fiume Leine (Calenberger Leinetal): essa confina a nord con il fiume Leine, a ovest ed a sud con la strada statale Landesstraße 460, ed a est con numerose aree acquitrinose. La parte a nord è utilizzata per usi agricoli ed appartiene alla Casa di Hannover.
A sud si trovano invece le rovine del Castello di Calenberg (Burg Calenberg) e molte vecchie case di lavoratori dell'area.
A sud dell'Alt Calenberg, sulla strada statale L 460, vi sono delle case nell'area di Lauenstadt. Questo insediamento, fondato nel 1327, non riuscì mai ad evolversi come un villaggio.

## Geologia
Nella parte a nord delle rovine del castello, oltre alle case dei lavoratori, si trova anche una cava abbandonata di pietra che un tempo era utilizzata per la costruzione delle mura e per le varie fortificazioni. La pietra è di colore grigio-bianca e la parte superiore è ricca di fossili. Otto Seitz vi ha identificato molte varietà di ammoniti (Mantelliceras Mantelli Sow., Turrilites costatus, Lam., Schloenbachia varians) e inoceramidi (Inoceramus Cripsi Ment., Inoceramus tenuis Ment.). La cava venne utilizzata sino alla seconda metà del XX secolo.

## Storia

### Archeologia
Vi sono almeno due tumuli datati all'età del bronzo a Calenberg. Nel 1840 vennero ritrovati due scheletri che oggi sono conservati nel Niedersächsisches Landesmuseum Hannover che vennero riscoperti proprio presso le rovine del castello, in un tumulo la cui indicazione non venne mai fornita dagli scopritori con precisione.

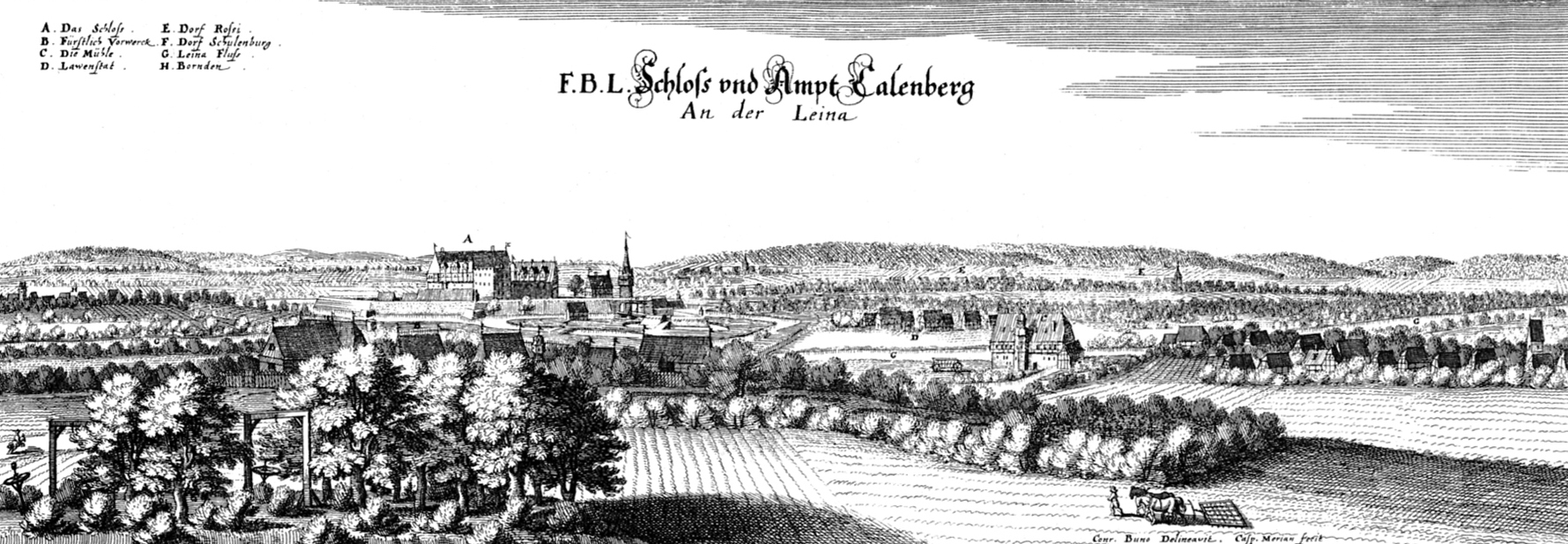
Il castello di Calenberg nel 1654 in una rappresentazione di Caspar Merian

### Il castello di Calenberg
Il Castello di Calenberg (Burg Calenberg) (in tedesco anche Schloss Calenberg o Feste Calenberg; le rovine sono oggi chiamate Alt Calenberg) è un castello signorile di epoca medioevale (Niederungsburg).
L'antico castello d'acqua fu costruito sull'isola di Calenberg come fortezza di pianura in mezzo al fiume Leine, che costituiva il confine del principato vescovile di Hildesheim. Il castello era disposto su un altopiano rialzato di circa 50 × 70 m di superficie. Intorno ad esso si trovava un fossato, che fu successivamente riempito quando il castello fu ricostruito in una fortificazione molto più grande. In origine il castello d'acqua era una struttura a tre piani (Turmhügelburg) con una pianta di 14,4 × 14,4 m. Aveva un'ala residenziale a nord. Il castello dominava la strada militare (Heerstraße), attraverso la valle del Leine fino a Hildesheim.
Durante i periodi di acqua alta il castello viene isolato come su un'altura e come tale si può ancora oggi ravvisare lo scopo difensivo.
La fortezza di Calenberg sopravvisse a diversi assedi. Durante la Guerra dei Trent'anni, nel 1625 la fortezza di Calenberg fu assediata per tre settimane da Johann Tserclaes, conte di Tilly, e si arrese solo dopo un ammutinamento delle truppe. Nel 1632 il duca di Welfen, Giorgio di Brunswick-Lüneburg, che combatteva dalla parte svedese, non riuscì inizialmente a riprendere il castello nonostante un assedio di sei settimane. Solo nel 1633 riuscì a catturare la fortezza di Calenberg, pesantemente danneggiata.
Dopo la Guerra dei Trent'anni, la fortezza non era più in grado di contrastare le grandi gittate dei cannoni. Inoltre c'era anche un rischio per la sicurezza perché, se i nemici se ne fossero impossessati, avrebbero potuto minacciare il territorio circostante la città di Hannover.
Di conseguenza, il castello fu abbandonato e, nel 1690, demolito a causa del suo stato di degrado. Nel 1692 la fortezza di Calenberg fu ridotta, il castello meridionale fu rimosso e i fossati furono riempiti. Di conseguenza, la città di Hannover fu fortificata.